# László Nemes Jeles

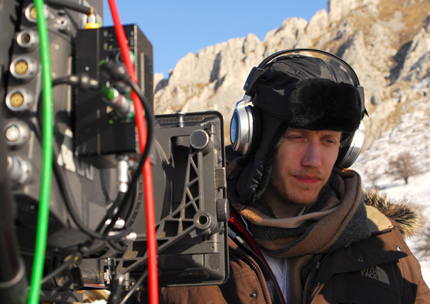
László Nemes Jeles bei den Dreharbeiten zum Film The Counterpart (2008)

László Nemes Jeles (geboren 18. Februar 1977 in Budapest) ist ein ungarischer Filmregisseur.

## Leben und Karriere
László Nemes wurde als Sohn des ungarischen Filmregisseurs András Jeles und der jüdisch-ungarischen Mutter Anikó Kiss in Budapest geboren. Er wuchs zwischen 1989 und 2003 in Paris auf. Nemes interessierte sich schon früh für das Filmemachen und fing an, Amateur-Horrorfilme im Keller seines Pariser Hauses zu drehen.
Er ging zum Film und begann 2005, sich mit Assistenzarbeiten bei Filmproduktionen einen Namen zu machen. 2006 setzte er seine Ausbildung in New York City an der Tisch School of the Arts fort. 2007 assistierte er Béla Tarr bei dessen Film The Man from London. 2007 wurde sein Kurzfilm Türelem bei den Internationalen Filmfestspielen von Venedig gezeigt; der Film wurde in Ungarn ausgezeichnet und für den Europäischen Filmpreis 2008 nominiert.     
Nemes schrieb mit Clara Royer das Drehbuch zu seinem ersten Langfilm Saul fia und führte die Regie. Die Produktionskosten des Films wurde von der staatlichen ungarischen Filmförderung und der Claims Conference in New York übernommen. Der Film wurde 2015 in den Wettbewerb der Internationalen Filmfestspiele von Cannes eingeladen. Der Film zeigt 36 Stunden im Leben eines jüdischen KZ-Häftlings im Vernichtungslager Auschwitz im Jahr 1944. Die Kamera ist über zwei Filmstunden auf Armeslänge vor dem Gesicht oder hinter dem Protagonisten positioniert und zeigt das Geschehen dem Zuschauer nur verschwommen. Saul fia gewann in Cannes den Großen Preis der Jury sowie den FIPRESCI-Preis. Im Januar 2016 wurde er bei den Golden Globe Awards 2016 und im Februar 2016 bei der Oscarverleihung 2016 als Bester fremdsprachiger Film ausgezeichnet. Im März 2016 erhielt Nemes den Kossuth-Preis. Im selben Jahr wurde er in die Wettbewerbsjury der 69. Internationalen Filmfestspiele von Cannes berufen.
2018 drehte László Nemes den Film Sunset, der bei den 75. Filmfestspielen in Venedig Premiere hatte und dort den FIPRESCI-Preis im internationalen Wettbewerb gewann. Der Film wurde auch auf dem Toronto Filmfestival 2018 gezeigt. Sunset wurde für die Oscarverleihung 2019 in der Kategorie „Bester fremdsprachiger Film“ als ungarischer Beitrag ausgewählt.
Für das ungarische Historiendrama Orphan (2025) erhielt Nemes eine weitere Einladung in den Hauptwettbewerb von Venedig.

## Filmografie
- 2007: Türelem (Kurzfilm)
- 2008: The Counterpart (Kurzfilm)
- 2010: Az úr elköszön (Kurzfilm)
- 2015: Saul fia
- 2018: Sunset